# فرنسيسكو كوينكا
فرنسيسكو كوينكا (بالإسبانية: Francisco Cuenca)‏ هو سياسي إسباني، ولد في 12 أغسطس 1969 في غرناطة في إسبانيا. حزبياً، نشط في حزب العمال الاشتراكي الإسباني.